# ليزلي سكوت (مصممة)
ليزلي سكوت (بالإنجليزية: Leslie Scott)‏ هي مصممة بريطانية، ولدت في 18 ديسمبر 1955 في دار السلام في تنزانيا.